# 社會行為
社會行為（英語：Social behavior）是同一物種內兩個或多個個體之間的行為，包括一個成員影響另一個成員的任何行為。這是由於這些成員之間的相互作用。 社會行為可以被視為類似於商品的交換，期望當你付出時，你也會得到同樣的東西。 這種行為會受到個體素質和環境（情境）因素的影響。因此，社會行為是個體與其環境兩者相互作用的結果。這意味著，就人類而言，社會行為可以由人的個人特質和他們所處的情況決定。
社會行為的一個主要方面是溝通，它是生存和繁殖的基礎。 據說社會行為是由兩個不同的過程決定的，它們可以協同工作，也可以相互對抗。社會行為的反思性和衝動性決定因素的雙系統模型源於這樣一種認識，即行為不能僅僅由一個單一因素決定。相反，行為可以由那些有意識的行為（有意識和意圖）或純粹的衝動產生。這些決定行為的因素可以在不同的情況和時刻發揮作用，甚至可以相互對抗。雖然有時人們可以帶著特定的目標行事，但有時他們可以在沒有理性控制的情況下行事，而是受衝動驅使。
不同類型的社會行為之間也存在區別，例如平凡的社會行為與防禦性的社會行為。平凡的社會行為是日常生活中互動的結果，是人們在接觸這些不同情況時習得的行為。另一方面，當一個人面對相互衝突的慾望時，防禦行為是出於衝動。